# Fulvetta striaticollis
La fulveta china (Fulvetta striaticollis) es una especie de ave paseriforme de la familia Sylviidae endémica de China.

## Descripción
Es un pájaro pequeño (alrededor de 11,5 cm de largo), rechoncho y de cola larga. El plumaje de sus partes superiores es de tonos pardo grisáceos y sus partes inferiores son blanquecinas. Presenta la garganta y la parte superior del pecho veteados en pardo. El iris de sus ojos es blanquecino y su pico parduzco es estrecho y ligeramente curvado hacia abajo. Los juveniles tiene las partes superiores más oscuras y las inferiores grisáceas.

## Distribución y hábitat
Se encuentra en los bosques caducifolios de las montañas del interior de China.

## Taxonomía
Como otras fulvetas estaba clasificada en la familia Timaliidae dentro del género Alcippe, pero se trasladó de género y familia cuando se demostró su proximidad genética con los miembros del género Sylvia.